# Furesøkvarteret
Furesøkvarteret, villakvarter i den københavnske forstad Virum i Lyngby-Taarbæk Kommune. Kvarteret rummer i forhold til andre villakvarterer en meget blandet bebyggelse. Her findes alt fra sommerhuse fra 1900-tallets begyndelse over typiske 1950'er villaer til nyopførte enfamiliehuse i seneste arkitektur. Huse opførte ca. 1950-1960 er dog dominerende.
|  | Denne artikel om lokaliteten Furesøkvarteret kan blive bedre, hvis der indsættes et (bedre) billede. Du kan hjælpe ved at afsøge Wikimedia Commons for et passende billede eller lægge et op på Wikimedia Commons med en af de tilladte licenser og indsætte det i artiklen. |

|  | Denne artikel kan blive bedre, hvis der indsættes geografiske koordinater Denne artikel omhandler et emne, som har en geografisk lokation. Du kan hjælpe ved at indsætte koordinater i wikidata. |